# Riksmötet 2009/2010
Riksmötet 2009/10 var Sveriges riksdags verksamhetsår 2009–2010. Det pågick från riksmötets öppnande den 15 september 2009 till den 5 oktober 2010.
Riksdagens talman under riksmötet 2009/10 var Per Westerberg (M).